# ریو موتور
ریو موتور (انگلیسی: REO Motor) شرکت خودروسازی آمریکایی بود، که در سال ۱۹۰۵ توسط رانسوم ای. اولدز تأسیس شد و در سال ۱۹۶۷ در پی ادغام با شرکت دیاموند تی منحل گردید.